# Clint Eastwood (The Upsetters)
Clint Eastwood è il terzo album del gruppo reggae giamaicano The Upsetters, pubblicato nel 1970 e prodotto da Lee "Scratch" Perry.
L'album, pur essendo accreditato solo agli Upsetters vede la presenza di altri artisti risultando di fatto una raccolta: Dave Barker, U Roy, Count Sticky, The Reggae Boys e The Bleechers.

## Tracce

### Lato A
1. Return of the Ugly - The Upsetters
2. For a Few Dollars More - The Upsetters
3. Prisoner of Love - Dave Barker
4. Dry Acid - Count Sticky
5. Rightful Ruler - U Roy
6. Clint Eastwood - The Upsetters

### Lato B
1. Taste of Killing - The Upsetters
2. Selassie - The Reggae Boys
3. What Is This (AKA) Ba Ba - The Reggae Boys
4. Ain't No Love - The Bleechers
5. My Mob - The Upsetters
6. I've Caught You - Count Sticky